# Zaydan Abu-l-Maali
Zaydan Abu-l-Maali (àrab: زيدان الناصر بن أحمد‎)  (dècada del 1500 - setembre 1627) Abu-l-Maali Zaydan an-Nàssir ibn Àhmad més conegut com a mulay Zaydan (àrab: مولاي زيدان, mūlāy Zaydān), fou sultà sadita del Marroc amb residència a Fes inicialment i després a Marràqueix. Va governar entre 1603 i 1627 amb algunes interrupcions.
Després de la Batalla dels Tres Reis, el 4 d'agost de 1578, Ahmad al-Mansur fou proclamat sultà i Mahammad al-Mamun designat hereu i governador de Fes. El 2 de novembre de 1584 Ahmad al-Mansur va fer jurar a al-Mamun com a hereu al germà Abu Faris Abd Allah i Abu l-Hasan Ali que havien arribat darrerament a l'edat adulta, però a Zaydan li va ordenar no fer-ho perquè hauria de fer el que el pare li digués sense estar lligat per juraments. Ahmad va repartir governs entre els seus fill i Abu Faris va rebre Sus, Abu l-Hasan Ali va rebre Meknès; i Zaydan va rebre Tadela; un temps després els llocs d'Abu l-Hasan i Zaydan foren permutats, combinació que va restar definitiva.
A causa de l'homosexualitat i la manca de creences religioses d'al-Mamun, i com que aquest no obeïa al seu pare Ahmad al-Mansur, aquest va decidir anar a Fes en persona i va sortir a l'octubre del 1602 deixant com a virrei de Marràqueix a Abu Faris i acompanyat de Zaydan. Al-Mamun va fugir però fou entregat pel xeic amb el qual s'havia refugiat i empresonat a Meknès. El govern de Fes fou donat a Zaydan.

## Guerra civil
A la mort del pare encara al seu campament de Fez l'agost de 1603, a causa de la pesta que llavors assolava el país i que va durar del 1598 al 1608 (però el 1603 estava al punt més alt) Zaydan va quedar amb el poder a Fes (agost) i fou reconegut successor pels notables locals (Zaydan era fill d'una dama de nom Shabania mentre que al-Mamun i Abu Faris eren fills d'una concubina de nom Khayzuran; a més el pare havia mort als seus braços i això era considerat una designació d'hereu). Però quan es va notificar a Marràqueix la proclamació, els notables d'aquesta ciutat no el van reconèixer i van proclamar sultà a Abu Faris Abd Allah, que va agafar el nom de regne d'al-Wathik billah. Sembla que un cadi de nom Ahmed ibn Mansur al-Udj va trair a Zaydan i va fer marxar a una part de l'exèrcit cap a Marràqueix, alliberant també a al-Mamun que fou portat a Abu Faris, el qual va ordenar mantenir-lo en presó.
Abu Faris va enviar el seu fill Abd al-Malik, assistit pel general Djudar, a combatre a Fes. Els atacants van establir el campament al riu Umm Ral-Rabi abans d'entrar en territori enemic. Els notables van convèncer a Abu Faris que el seu fill no podria amb Zaydan i que convenia posar al front al seu germà al-Mamun al que la gent de Fes no podia combatre per haver estat el seu governador. Llavors Abu Faris va fer alliberar a al-Mamun, li va fer jurar lleialtat i el va enviar amb 600 homes al campament de Djudar.
Poc després els dos exèrcits es van enfrontar a Mowata, a la vora del riu, però Zaydan de Fes fou abandonat pels seus i al-Mamun va aconseguir la victòria. Abu Faris havia ordenat vigilar al-Mamun, però aquest es va barrejar hàbilment entre els desertors de Fes i ja la gent d'Abu Faris no el va poder controlar. Zaydan va fugir cap a Fes i es va tancar a la ciutat però els notables li van fer saber les seves simpaties per al-Mamun i el van obligar a marxar amb el seu seguici en direcció a Tlemcen; l'exèrcit lleial a Abu Faris el va perseguir sense èxit; Zaydan va arribar a Oudjda, on va demanar ajut als otomans. A finals del 1603 al-Mamun entrava a Fes en nom del seu germà. Al-Mamun va enviar als principals notables que havien donat suport al seu germà (els cadis Abul Kasim ibn Abu al-Naim, i Abu Abd Allah Muhammad ibn Kasim al-Kasar) a Marràqueix perquè Abu Faris prengués amb ells la decisió que considerés convenient; el cadi al-Kasar va morir pel camí, ja prop de Marràqueix, i fou enterrat el gener del 1604 en aquesta ciutat; l'altra cadi fou perdonat. Al-Mamun també es va girar contra els notables que havien donat suport al seu pare en contra seva. Durant el 1604 diversos notables van veure confiscats els seus béns, i després els comerciants van haver de fer préstecs al governant. Zaydan mentre, cansat d'esperar als otomans va sortir cap a Sigilmasa, on va entrar sense lluita, i d'allí cap a la regió del Draa, i finalment al Sus.
Al-Mamun amb les exaccions comeses va poder aixecar un exèrcit de tres mil homes que destinava a combatre a Abu Faris tot i la lleialtat que li havia jurat; Al-Mamun es va declarar llavors sultà i va refusar el reconeixement al seu germà (1604). L'exèrcit fou posat sota el comandament del seu fill Abd Allah ibn al-Mamun.
El 1606 Abd Allah va sortir en expedició contra Marràqueix, i va derrotar les forces d'Abu Faris a Akelmin a la plana de Mardj al-Ramad, i va entrar a Marràqueix (21 de desembre de 1606). Abu Faris va fugir a Mesfuwa mentres els vencedors saquejaven Marràqueix. Es diu que Abd Allah va abusar de les esposes i favorites d'Ahmad al-Mansur; durant el ramadà (el 1607 el ramadà va caure en gener) va beure vi públicament i va menjar de dia abans de la posta de sol.
Alguns notables van escriure a Zaydan i li van demanar d'anar a Marràqueix. Aquest hi va anar, entrant de nit secretament. El conjurats van iniciar un cop d'estat planejat; el caid governador Aba Allah Araj fou assassinat i Zaydan proclamat. Abd Allah va intentar carregar amb les seves tropes però fou bloquejats per sorpresa per la població civil i derrotats al Jardí de Bakkar (Djanan al-Bakkar o Inan Bekkar el 25 de febrer de 1607, i la resta dels soldats, completament desorganitzats, foren massacrats. Entre soldats i partidaris d'al-Mamun i el seu fill, van morir unes 5.500 persones. Abd Allah va poder fugir cap a Fes amb alguns soldats.
Una vegada en el poder a Marràqueix, Zaydan va perseguir de manera implacable a Abu Faris i aquest no va tenir altre remei que fer submissió al seu germà gran que el va acceptar.
Sense diners per aixecar un nou exèrcit i no poden demanar més als comerciants, al-Mamun va iniciar la repressió contra alguns notables que li donaven suport als que va acusar falsament i va confiscar les riqueses, i així avançat l'any va poder aixecar un nou exèrcit; també molts ciutadans volien anar a venjar als seus massacrats a Marràqueix i acceptaven anar a l'exèrcit sense paga. Finalment l'exèrcit acabà essent força important i altre cop fou posat sota comandament d'Ab Allah. Zaydan va reunir un exèrcit menor, amb les gents de la ciutat i les de la regió que van ser posats sota comandament del general Mustafà; els dos exèrcits es van trobar el desembre de 1607 a un lloc anomenat Wadi Tefelfelt o Wadi Tafilalt i la victòria fou per la gent de Fes. 9000 cadàvers van quedar sobre el camp. Abd Allah va avançar sobre Marràqueix i la població civil va sortir a combatre sense equipament ni preparació xocant a un lloc anomenat Ras al-Ayn, sent totalment derrotats. Zaydan es va refugiar a les muntanyes inexpugnables. La repressió a Marràqueix va fer fugir centenars de persones que es van concentrar a un lloc alt no gaire llunyà anomenat Gilliz (o Djillez) on el 1608 els notables van proclamar com a sobirà a Mahammad ibn Abd al-Mumin, un home pietós i caritatiu que gaudia de gran prestigi.
No va trigar Abd Allah a atacar Gilliz, però la millor posició dels defensor va provocar una nova derrota del príncep que va haver d'evacuar Marràqueix cap a Fes (24 de gener de 1608). Muhammad III va entrar a la capital del sud i en comptes de prendre represàlies va donar subvencions a la gent de l'exèrcit d'Abd Allah que havia restat a la ciutat, generositat que va molestar als locals.
Un grup d'aquests descontents va cridar Zaydan, que es va presentar amb els seus lleials a la ciutat i va acampar als seus murs. Muhammad III va sortir de la ciutat i va enfrontar al seu rival, però abandonat per la seva gent va haver de fugir cap a Gilliz i Zaydan va recuperar Marràqueix. La fugida d'Abd Allah fins a Fes va anar marcada tot el camí per la violació de les noies dels llocs on paraven; va arribar a Fes l'11 de febrer de 1608.
Reorganitzats els restes de l'exèrcit Abd Allah va tornar a sortir contra Marràqueix l'abril; l'avanç fou molt lent per les precaucions preses; finalment es va trobar a l'enemic al riu Bu regrag, sent vençut(gener del 1609) i fugint altre cop cap a Fes.
El general Mustafà, al servei de Zaydan, va avançar llavors cap a Fes i va acampar als murs d'aquesta ciutat a Dar es-Sauia. Mentre al-Mamun i el seu germà Abu Faris s'havien reconciliat i es van reunir (junt amb els seus respectius fills Abd Allah i Abd al-Malik) a al-Kasr al-Kabir. El general Mustafà va planejar atacar aquest lloc i fer presoners als quatre. Al-Mamun va poder fugir al darrer moment per mar cap a la península Ibèrica, i Abd Allah i Abu Faris es van refugiar a l'altiplà de Beni Wartsin.
Llavors Zaydan va anar en persona a la zona, i amb part de l'exèrcit de Mustafà va acampar davant l'altiplà a un lloc anomenat Arwarat; els soldats que estaven amb Abd Allah i Abu Faris els van abandonar i van haver de fugir cap a Dar Ibn Mekhal on van restar fins que Zaydan va haver de tornar a Marràqueix on havien esclatat disturbis.
Abd Allah i Abu Faris van reunir la seva gent i van anar cap a Fes que havia estat ocupada per Mustafà; aquest, a l'arribada dels prínceps, va sortir de la ciutat i els va enfrontar però durant la lluita va caure de cavall i va morir i la pèrdua del seu cap va decidir la batalla en contra seva (10 de juliol de 1609). Abd Allah i Abu Faris van capturar el campament enemic i van entrar en triomf a la ciutat. Al cap de poques setmanes Abd Allah es va assabentar que a la ciutat alguns notables havien organitzat un complot que pretenia eliminar a Abd Allah i nomenar virrei a Abu Faris; així al mes d'agost del 1609, Abd Allah, amb l'ajut del seu camarlenc Hammu ibn Umar, va escanyar al seu oncle mentre resava.
Al-Mamun mentre havia anar a demanar ajut al rei cristià (en aquest temps el regne de Portugal estava en unió personal amb Castella i Catalunya-Aragó, sent el sobirà Felip II de Castella) que aquest va refusar i només va acceptar a canvi de la cessió de Larraix (Al-Arish) que al-Mamun va entregar el 20 de novembre de 1610. Això va provocar una gran reprovació arreu del país i van esclatar revoltes.
L'estiu del 1610 Zaydan va marxar amb les seves forces oficialment per anar en ajut de Larraix abans de ser ocupada pels cristians, però sobtadament va acampar davant de Fes. La gent de la ciutat va retirar el suport a Abd Allah i Zaydan va enviar un herald a anunciar que entraria a la ciutat per recuperar el poder sobirà, però l'herald fou assassinat per un grup de malfactors; Zaydan va declarar a tots els habitants de Fes fora de la llei i va ordenar que fossin massacrats però després es va penedir i va emetre una declaració de gràcia. Els notables van sortir a rebre'l i Zaydan va fer un discurs contra aquests i va estar a punt de fer-ne matar alguns però finalment va desistir i va decidir entrar a Fes com a sobirà; uns vuit mil àrabs al servei del virrei Abd Allah ibn Ahmad se li oposaven, i els àrabs que acompanyaven a Zaydan van desertar i va quedar amb poca gent, però des del punt on era va pensar que l'enemic eren pocs i va atacar; Abd Allah va fugir i els àrabs es van passar llavors a Zaydan que així va entrar l'endemà com a sobirà a la ciutat (24 de setembre de 1610). Zaydan va maltractar als notables i va deixar saquejar la ciutat el que li va fer perdre tot suport. El 29 de setembre Abd Allah va acampar amb les forces que li restaven lleials a Ras Alma. Zaydan va anar a combatre'l però en la lluita va perdre 500 homes i es va retirar fora de Fes cap al campament que tenia a Adkhisan i ja mai més va tornar a Fes.
La revolta del marabut Abu l-Abbas Ahmad ibn Abd Allah, nascut vers 1560, conegut com a Abu Maali o Abu Mahalli (1611) es va iniciar com a reacció contra la cessió de Larraix. Abu Maali i una massa de seguidors (uns 400) es van dirigir a Sigilmasa que pretenien ocupar per fer servir de base. La ciutat estava en mans de Zaydan de Marràqueix, i el seu governador era al-Hadjdj al-Amir que disposava de 4000 homes, i que va sortir de la ciutat a l'encontre del marabut; però les motivades forces d'aquest van liquidar a les enemigues. La població va fer córrer el rumor que Abu Maali era sant i que les bales disparades contra la seva gent arribaven sense força, i això li va valer més partidaris. A Sigilmasa va reformar l'administració i va tenir un govern just.
Zaydan va reunir un fort exèrcit que va posar sota comandament del seu germà Abd Allah ibn Mansur de malnom Ez-Zobda. Abu Maali va anar a trobar a aquest exèrcit i van xocar a la riba del Draa. Ex-Zobda fou derrotat i va perdre tres mil homes. Aquesta victòria va reforçar el prestigi d'Abu Maali i va quedar senyor indiscutit de les províncies de Sigilmasa i el Draa. El caid Yunus al-Aisi que havia abandonat a Zaydan i havia passar a Abu Maali, va incitar a aquest a presentar-se a Marràqueix. Així ho va fer i Zaydan, ja sense tropes i sense recursos per aixecar-ne de noves, va haver de fugir cap a Safi des d'on hauria pensat anar a la península Ibèrica. Abu Maali va entrar a Marràqueix el 20 de maig de 1612 i es va casar amb la mare de Zaydan (consumant el matrimoni); allí va néixer un fill d'un altra de les seves dones i li va posar de nom Zaydan. Es diu que fou Abu Maali el que va escriure a dos mukaddam per obtenir l'assassinat del sultà de Fes al-Mamun. El poder li va pujar al cap i va abandonar els sentiments de justícia i pietat que havien estat la base del seu èxit. Mentre Zaydan, renunciant a anar a Castella, va optar per demanar ajut al xeic Abu Zakariyya Yahya ibn Add Alla ibn Abd al-Mumin el-Hadjdj al-Dawudi que dirigia una zawiya (fundada pel seu pare) a la muntanya Derem, i que gaudia de gran prestigi al Sus.
Yahya va acceptar i va marxar amb els seus fidels; va fer una crida i se li van unir centenars d'altra gent i l'octubre de 1613 estava prop de Marràqueix, al lloc de Fumm Tanut a dos dies de marxa. Després d'un intercanvi epistolar Yahya va seguir cap a Gilliz, muntanya que dominava Marràqueix i que havia estat lloc de refugi de Muhammad III. Abu Maali va anar a la zona per enfrontar al seu rival i només començar la lluita fou abatut per una bala i els seus es van desbandar; el seu cap fou tallat i penjar a les muralles de la ciutat (on va restar 12 anys junt amb el cap dels principals oficials del seu exèrcit). Yahya va entrar a la ciutat per un moment i es creu que va planejar assolir la reialesa, però els soldats berbers no li van donar suport i va iniciar de seguida el retorn a la seva zawiya i Zaydan va poder tornar com a sobirà a Marràqueix 30 de novembre de 1613.
Però Yahya fou temptat per alguns xeics i va iniciar una lluita pel poder temporal al Sus. Va ocupar Tarudant i va enfrontar a Abu l-Hasan Ali, un altre cap religiós net del santó Sidi Ahmed ibn Musa al-Semlali. L'enciclopèdia de l'Islam diu que el 1618 es va apoderar de Marràqueix i Zaydan va haver de fugir (altre cop) a Safi; els conflictes entre Yahyia i altres xeics no van tardar a produir-se i Zaydan que va poder recuperar Marraqueix al cap de poc. Sembla però que aquests fets es referirien no al 1618 sinó al 1613, quan Yahya va estar a punt d'usurpar el poder al que finalment va renunciar per manca de suport dels caps berbers. Yahya va seguir lluitant pel poder al Sus fins a la seva mort a Tarudant el 4 de març de 1626.
Els darrers anys de la vida de Zaydan no són coneguts. El seu domini no obstant s'havia reduït a la ciutat i rodalia. El 9 d'abril de 1627 es va produir un terratrèmol a la ciutat i el 21 d'abril següent una calamarsada amb pedres de gel de la mida d'un ou, alguna de les quals va foradar els sostres de les tendes, i van tardar dos o tres dies a fondre. Zaydan va restar al poder fins a la seva mort el setembre del 1627 quan el va succeir el seu fill Abu Marwan Abd al-Malik ibn Zaydan.